# Ха (седьмая буква арабского алфавита)
Ха с точкой (араб. ﺥ‎ — ха) — седьмая буква арабского алфавита. Используется для обозначения звука [х] или [χ]. Ха относится к лунным буквам.

## Соединение
Стоящая в конце слова Ха пишется, как ـخ; в середине слова — ـخـ и в начале слова — خـ.

## Абджадия
Букве соответствует число 600.

## Произношение
Согласный [x] или [χ] является глубоко-задненебным шумным фрикативным глухим согласным звуком. Аналогичного звука в русском языке нет.
Арабское [x] или [χ] гораздо твёрже русского Х в таких случаях, как «хрип», «храп», «хрупкий».
При артикуляции звука [x] язык отодвигается назад к язычку, а задняя спинка языка поднимается к мягкому нёбу. Между задней спинкой языка и язычком образуется узкая щель, через которую выдувается воздух. Речевой аппарат при артикуляции звука [x] или [χ] напряжен".
Следует знать, что при неправильном произнесении этого звука, смысл слова может кардинально измениться, например:
- خَلَقَ
- حَلَقَ
- هَلَقَ

Во всех трёх случаях написано (при транслитерации в кириллицу) «ХаЛяКа», однако в первом случае слово обозначает глагол «создавать, творить», во втором — «брить», а в третьем варианте имеет смысл «погибать, пропадать».
Поэтому предлагается уделять особое внимание произнесению этих похожих между собой звуков.